# A·B·帕特瓦尔丹
阿伦·巴尔钱德拉·帕特瓦尔丹（英語：Arun Bhalchandra Patwardhan，1939年或1940年—1988年9月9日），简称阿伦·帕特瓦尔丹（英語：Arun Patwardhan）、A·B·帕特瓦尔丹（英語：A. B. Patwardhan），印度外交官。

## 生平
阿伦·巴尔钱德拉·帕特瓦尔丹为拉杰果德拉杰库马尔学院校友。
1983年8月至1986年8月，任印度驻纽约总领事。1988年6月，出任印度駐越南大使。1988年9月9日，一架越南圖-134客机在曼谷降落时坠毁，帕特瓦尔丹及其妻儿在空难中遇难，时年48岁。